# Fjälkinge församling
Fjälkinge församling är en församling i Villands och Gärds kontrakt i Lunds stift och i Kristianstads kommun och utgör ett eget pastorat. 
Församlingen återbildades 2022 efter att 2006 ha uppgått i Fjälkinge-Nymö församling.

## Historia

### Före 2006
Församlingen har medeltida ursprung. 
Församlingen var till 2006 moderförsamling i pastoratet Fjälkinge och Nymö som från 1962 även omfattade Gustav Adolfs och Rinkaby församlingar som från 2002 sammanslog till Gustav Adolf-Rinkaby församling. Församlingen uppgick 2006 i Fjälkinge-Nymö församling.

### Efter 2022
Församlingen återuppstod 2022 genom en namnändring av Fjälkinge-Nymö församling samtidigt som Bäckaskogs församling och Gustav Adolf-Rinkaby församling införlivades.  Församlingen utgör ett eget pastorat.

## Kyrkoherdar
| Ämbetstid | Namn                     | Levnadstid | Övrigt                  |
| --------- | ------------------------ | ---------- | ----------------------- |
| 1487      | Morthen                  |            | Pastor                  |
| 1572      | Andreas                  |            | Pastor                  |
| 1584–1618 | Peder Gudmandtssen       |            | Pastor                  |
| 1622–1624 | Olof                     |            | Pastor                  |
| 1630      | Staffan                  | –1630      | Pastor                  |
| 1632–1655 | Niels Michelsön          |            | Pastor                  |
| 1655–1696 | Peder Pedersön (Pavius)  | –1697      | Pastor och prost        |
| 1696–1708 | Ibb Larsson Ibsonius     | –1708      | Pastor                  |
| 1709–1710 | Mathias Hahne            | 1661–1710  | Pastor                  |
| 1712–1729 | Bernt Hiort              | 1683–1729  | Pastor                  |
| 1729–1765 | Jenns Pettersson Ringh   | 1695–1765  | Pastor och häradsprost. |
| 1765–1792 | Per Ring                 | 1720–1792  | Pastor                  |
| 1793–1795 | Thomas Thomaeus          | 1735–1795  | Pastor och prost        |
| 1799–1809 | Gunnar Lorenz Schevenius | 1747–1809  | Pastor                  |
| 1811–1816 | Martin Gabriel Krumm     | 1769–1816  | Pastor                  |
| 1817–1820 | Nils Johan Sundius       | 1761–1828  | Pastor                  |
| 1821–1836 | Henrik Wilhelm Nejman    | 1767–1836  | Pastor                  |
| 1838–     | Claes Johan Schaar       | 1788–      | Pastor och prost        |

## Kyrkor
- Fjälkinge kyrka

samt efter 2022
- Nymö kyrka
- Ivö kyrka
- Kiaby kyrka
- Trolle-Ljungby kyrka
- Gustav Adolfs kyrka
- Rinkaby kyrka